# Ladino
Ladino, även kallat judisk spanska, är ett ibero-romanskt språk som härstammar från de olika former av spanska som talades av den judiska befolkning som förvisades ur Spanien 1492.
Språket kan skrivas med latinsk, kyrillisk eller hebreisk skrift.

## Historia
Redan i Spanien innehöll judisk spanska ett antal hebreiska och arabiska ord. Efter diasporan från Spanien spred sig språket och anammade flera ord från omgivningen, där de sefardiska (judisk-spanska) judarna bosatte sig, huvudsakligen turkiska, även grekiska och diverse slaviska språk och med ökad utbildning även franska och italienska. I dag finns den ladinotalande befolkningen, sefardiska judar, huvudsakligen i Israel, men även i östra medelhavsområdet, USA och Frankrike.
Ladino har bevarat några fonem såsom [f] och [g] som i dagens spanska har ersatts med stumt <h>: fijo vs. hijo (son) eller fablar vs. hablar (att tala).

## Talare och status
Den största koncentrationen av ladinotalande (över 50 000 personer) fanns före Förintelsen i den grekiska staden Thessaloniki, där mer än halva befolkningen behärskade ladino och även en del icke-judar lärde sig språket.
Idag behärskas ladino enligt olika källor av 110 000–400 000 människor (60 000, enligt Jerusalem Post), varav cirka 110 000 uppges ha språket som modersmål, i framförallt Israel, därefter bland annat Turkiet, Grekland, och USA.
Ladino har en stor kanon av traditionella sånger, som har tolkats av ett stort antal artister och grupper. Den israeliska sångerskan Yasmin Levy (född 1975) har ökat uppmärksamheten för ladino genom att sedan cirka år 2000 sjunga dels egna sånger, dels sådana som hennes far Yitzhak Levy hade dokumenterat. Yitzhak Levy var kompositör och kantor och utförde omfattande forskning kring den långa och rika historien för ladinomusik och kultur. Han var också redaktör för ladino-tidskriften Aki Yerushalayim. Han ägnade sig bland annat åt att leta upp personer som fortfarande talade ladino och som mindes melodier och sånger på ladino. Han dokumenterade sedan sina resultat i syfte att bevara denna krympande kultur för eftervärlden. Den svenska jazzsångaren Hayati Kafe har sjungit in låtar på ladino, liksom det svenska bandet Savor de Ladino.

## Fonologi

### Konsonanter
|               | Bilabiala | Labiodentala | Dentala | Alveolära | Postalveolära | Palatala | Velara |
| ------------- | --------- | ------------ | ------- | --------- | ------------- | -------- | ------ |
| Nasaler       | m         |              |         | n         |               | ɲ        | ŋ      |
| Klusiler      | p \| b    |              |         | t \| d    |               |          | k \| g |
| Affrikator    |           |              |         |           | t͡ʃ \| d͡ʒ      |          |        |
| Frikativor    | β         | f \| v       | ð       | s \| z    | ʃ \| ʒ        |          | x \| ɣ |
| Tremulanter   |           |              |         | r         |               |          |        |
| Flappar       |           |              |         | ɾ         |               |          |        |
| Lateraler     |           |              |         | l         |               |          |        |
| Approximanter |           |              |         |           |               | j        | w      |

Källa:

### Vokaler
|            | Främre | Centrala | Bakre |
| ---------- | ------ | -------- | ----- |
| Slutna     | i      |          | u     |
| Halvslutna | e      |          | o     |
| Öppna      |        | a        |       |

Källa:

## Skriftsystem
Flera olika skriftsystem har använts för ladino:
1. hebreiska: Främst religiösa texter har skrivits med hebreiska bokstäver, särskilt rashivarianten.
2. grekiska och kyrilliska: Dessa alfabet används inte så mycket nu.[7]
3. latinska: Det finns flera varianter:
  1. en turkisk, då det finns en del sefardiska judar kvar i Turkiet
  2. en israelisk, definierad av Autoridad Nasionala del Ladino och använd i tidskriften Aki Yerushalayim
  3. en translitterering definierad av Library of Congress
  4. en som liknar spanskan så mycket som det går[8]
  5. en definierad av Pablo Carvajal Valdés baserad på hur ladino skrevs när judarna fördrevs.

### Aki Yerushalayimsstavning
Tidskriften Aki Yerushalayim använder sig av följande avbildning mellan ljud och bokstäver:
| Bokstav | A a | B b   | Ch ch | D d   | Dj dj | E e | F f | G g   | H h     | I i   | J j | K k | L l | M m | N n   | Ny ny | O o | P p | R r   | S s | Sh sh | T t | U u   | V v | X x  | Y y | Z z |
| IPA     | [a] | [b~β] | [t͡ʃ]  | [d~ð] | [d͡ʒ]  | [e] | [f] | [g~ɣ] | [x],[h] | [i~j] | [ʒ] | [k] | [l] | [m] | [n~ŋ] | [ɲ]   | [o] | [p] | [r~ɾ] | [s] | [ʃ]   | [t] | [u~w] | [v] | [gz] | [j] | [z] |

- En punkt skrivs mellan s och h (s·h) för att representera [sx] så att det inte blir en sammanblandning med [ʃ]: es·huenyo [esˈxweɲo] ('dröm').
- Det finns inga accenter som i modern spanska.
- Lånord behåller sin stavning och där kan q och w förekomma.

### Hebreisk stavning
Ladino skrivs traditionellt med hebreiska bokstäver, särskilt rashi och dess kursiva variant, solitreo. Stavningen är inte reglerad, men ofta används dessa bokstäver:
| Fyrkantig bokstav | א          | ב | ב׳ | ג | ג׳     | ד | ה    | ו       | ז | ז׳ | ח | ט | י       | יי | כ/-ך | ל | מ/-ם | נ/-ן | ניי | ס | ע       | פ/-ף | פ׳/-ף׳ | צ/-ץ | ק | ר | ש     | ת |
| Rashibokstav      |            |   | ׳  |   | ׳      |   |      |         |   | ׳  |   |   |         |    | /-   |   | /-   | /-   |     |   |         | /-   | ׳/-׳   | /-   |   |   |       |   |
| Motsvarande i AY  | a, Ø, e, o | b | v  | g | dj, ch | d | a, e | u, o, v | z | j  | h | t | i, e, y | y  | k, h | l | m    | n    | ny  | s | Ø, e, a | p    | f      | (t)s | k | r | sh, s | t |